# Lista siturilor arheologice din județul Suceava - V
Lista siturilor arheologice din județul Suceava - V conține toate siturile arheologice din județul Suceava înscrise în Repertoriul Arheologic Național (RAN) și aflate în localități al căror nume începe cu litera V. RAN este administrat de Ministerul Culturii și Patrimoniului Național și cuprinde date științifice, cartografice, topografice, imagini și planuri, precum și orice alte informații privitoare la zonele cu potențial arheologic, studiate sau nu, încă existente sau dispărute.
Puteți căuta un sit din localitățile care încep cu litera V folosind formularul de mai jos sau puteți naviga prin toate siturile din județ la Lista siturilor arheologice din județul Suceava.
| Cod RAN                                   | Denumire | Localitate                                | Adresă           | Datare              | Descoperit | Coordonate | Imagine           | Erori            |
| ----------------------------------------- | --- | ----------------------------------------- | ---------------- | ------------------- | ---------- | ---------- | ----------------- | ---------------- |
| 150908.01.01 (Cod LMI: SV-I-s-B-05442)    | Necropola de la Valea Moldovei / ansamblu anonim (Categorie: descoperire funerară) (Tip: Necropolă tumulară)                                   | sat Valea Moldovei, comuna Valea Moldovei |                  | sec. III - IV       |            |            | Încărcați imagine | Raportați eroare |
| 149815.01.01 (Cod LMI: SV-I-m-B-05443.02) | Situl arheologic de la Varvata - "Dealul Cetățuica" / ansamblu anonim (Categorie: locuire civilă) (Tip: Așezare)                               | sat Varvata, comuna Pârteștii de Jos      | Dealul Cetățuica | Cucuteni - B        |            |            | Încărcați imagine | Raportați eroare |
| 149815.01.02 (Cod LMI: SV-I-m-B-05443.01) | Situl arheologic de la Varvata - "Dealul Cetățuica" / ansamblu anonim (Categorie: locuire civilă) (Tip: Așezare)                               | sat Varvata, comuna Pârteștii de Jos      | Dealul Cetățuica | sec. XI - X a. Chr. |            |            | Încărcați imagine | Raportați eroare |
| 151139.01.01 (Cod LMI: SV-I-m-B-05444.01) | Situl arheologic de la Volovăț - "Siliște" / ansamblu anonim (Categorie: locuire) (Tip: Curte boierească)                                      | sat Volovăț, comuna Volovăț               | Siliște          | sec. XIV - XV       | 1969-1973  |            | Încărcați imagine | Raportați eroare |
| 151139.01.02 (Cod LMI: SV-I-m-B-05444.02) | Situl arheologic de la Volovăț - "Siliște" / ansamblu anonim (Categorie: locuire) (Tip: Biserică)                                              | sat Volovăț, comuna Volovăț               | Siliște          | sec. XIV - XV       | 1969-1973  |            | Încărcați imagine | Raportați eroare |
| 151139.02.01                              | Fortificația de la Volovăț - "Porcăreț" / ansamblu anonim (Categorie: fortificație) (Tip: Fortificație)                                        | sat Volovăț, comuna Volovăț               | Porcăreț         | sec. XV             |            |            | Încărcați imagine | Raportați eroare |
| 149487.01.01 (Cod LMI: SV-I-s-B-05446)    | Așezarea de la Vornicenii Mari - "La Șipoțel" / ansamblu anonim (Categorie: locuire civilă) (Tip: Așezare)                                     | sat Vornicenii Mari, comuna Moara         | La Șipoțel       | sec. II - III       |            |            | Încărcați imagine | Raportați eroare |
| 149487.02.01                              | Biserica medievală de la Vornicenii Mari - "La Mănăstire" / ansamblu Biserica Tulova (Categorie: structură de cult/religioasă) (Tip: Biserică) | sat Vornicenii Mari, comuna Moara         | La Mănăstire     | sec. XIV            |            |            | Încărcați imagine | Raportați eroare |
| 148907.01.01                              | Situl arheologic de la Slatina Voitinel-Poiana Slatinei / ansamblu anonim (Categorie: locuire civilă) (Tip: Locuire)                           | sat Voitinel, comuna Voitinel             | Poiana Slatinei  | Starčevo - Criș     |            |            | Încărcați imagine | Raportați eroare |
| 148907.01.02                              | Situl arheologic de la Slatina Voitinel-Poiana Slatinei / ansamblu anonim (Categorie: locuire civilă) (Tip: Locuire)                           | sat Voitinel, comuna Voitinel             | Poiana Slatinei  | Cucuteni            |            |            | Încărcați imagine | Raportați eroare |
| 148907.01.03                              | Situl arheologic de la Slatina Voitinel-Poiana Slatinei / ansamblu anonim (Categorie: locuire civilă) (Tip: Locuire)                           | sat Voitinel, comuna Voitinel             | Poiana Slatinei  | Noua                |            |            | Încărcați imagine | Raportați eroare |
| 148907.01.04                              | Situl arheologic de la Slatina Voitinel-Poiana Slatinei / ansamblu anonim (Categorie: locuire civilă) (Tip: Locuire)                           | sat Voitinel, comuna Voitinel             | Poiana Slatinei  |                     |            |            | Încărcați imagine | Raportați eroare |
| 148907.01.05                              | Situl arheologic de la Slatina Voitinel-Poiana Slatinei / ansamblu anonim (Categorie: locuire civilă) (Tip: Locuire)                           | sat Voitinel, comuna Voitinel             | Poiana Slatinei  | sec. VII-IX         |            |            | Încărcați imagine | Raportați eroare |
| 148907.01.06                              | Situl arheologic de la Slatina Voitinel-Poiana Slatinei / ansamblu anonim (Categorie: locuire civilă) (Tip: Locuire)                           | sat Voitinel, comuna Voitinel             | Poiana Slatinei  | sec. XIII-XIV       |            |            | Încărcați imagine | Raportați eroare |